# منچستر (واشینگتن)
منچستر (به انگلیسی: Manchester) یک منطقهٔ مسکونی در ایالات متحده آمریکا است که در شهرستان کیتساپ، واشینگتن واقع شده‌است. منچستر ۱۵٫۵ کیلومتر مربع مساحت و ۵٬۴۱۳ نفر جمعیت دارد و ۹ متر بالاتر از سطح دریا واقع شده‌است.